# Крістіан Пас
Крістіан Пас (ісп. Cristian Paz; нар. 24 квітня 1995, Ломас-де-Самора) — аргентинський футболіст, захисник футбольного клубу «Темперлей», який виступає на правах оренди за Сан Мігель.

## Клубна кар'єра
Крістіан народився в Аргентині. Кар'єру розпочав у клубі «Темперлей» в 2014 році. Взяв участь у 4 матчах, після чого, 2 лютого 2017 року був відданий в оренду в львівські «Карпати».